# 吉田博史
吉田 博史（よしだ ひろし、1963年〈昭和38年〉11月3日 - ）は、日本の郵政・総務官僚。
妻は内閣広報官や総務審議官（国際担当）を務めた山田真貴子。

## 来歴
東京都出身。1987年（昭和62年）、東京大学法学部を卒業し、同年4月、郵政省に入省。
入省後、郵政企画管理局総合企画課調査官、郵政行政局総務課調査官、総務大臣秘書官、総合通信基盤局データ通信課企画官、情報通信政策局地上放送課企画官、同局地上放送課長、情報流通行政局地上放送課長、総合通信基盤局電気通信事業部事業政策課長、総務省大臣官房参事官、情報通信国際戦略局参事官（国際競争力強化戦略担当）などを歴任。電気通信事業などに携わり、総合通信基盤局電気通信事業部事業政策課長時代には電気通信事業法の改正に取り組んだ。
2017年（平成29年）7月11日、経済産業省大臣官房審議官（IT戦略担当）。
2019年（令和元年）7月5日、総務省大臣官房審議官（情報流通行政局担当）に就任。
2020年（令和2年）7月20日、総務省大臣官房総括審議官（広報、政策企画（主）担当）兼電気通信紛争処理委員会事務局長に就任。
2021年（令和3年）2月20日、情報流通行政局長に就任。同年7月1日、電気通信紛争処理委員会事務局長の併任を解除。
2022年（令和4年）6月28日、総務審議官（国際担当）に就任。2024年（令和6年）7月5日、辞職。

## 年譜
- 1987年（昭和62年）
  - 東京大学法学部卒業[2]
  - 4月 - 郵政省入省[4]
  - 8月 - 郵政省通信政策局国際協力課[4]
- 1990年（平成2年）4月 - 万国郵便連合国際事務局[4]
- 1992年（平成4年）10月 - 郵政省放送行政局衛星放送課企画係長[4]
- 1993年（平成5年）7月 - 郵政省五條郵便局長[4]
- 1994年（平成6年）3月 - 郵政省放送行政局第二業務課課長補佐[4]
- 1995年（平成7年）6月 - 郵政省放送業務局地上放送課課長補佐[4]
- 1996年（平成8年）7月 - 郵政省大臣官房総務課課長補佐[4]
- 1997年（平成9年）5月 - 在ジュネーブ国際機関日本政府代表部一等書記官[4]
- 2000年（平成12年）7月 - 郵政省放送行政局放送政策課課長補佐[4]
- 2001年（平成13年）7月 - 総務省情報通信政策局総務課課長補佐[4]
- 2002年（平成14年）10月 - 総務省郵政企画管理局総合企画課調査官[4]
- 2003年（平成15年）
  - 4月 - 総務省郵政行政局総務課調査官[4]
  - 9月 - 総務大臣秘書官[4]
- 2005年（平成17年）10月 - 総務省総合通信基盤局データ通信課企画官[4]
- 2006年（平成18年）8月 - 総務省情報通信政策局地上放送課企画官[4]
- 2007年（平成19年）7月 - 総務省情報通信政策局地上放送課長[4]
- 2008年（平成20年）7月 - 総務省情報流通行政局地上放送課長[4]
- 2012年（平成24年）8月 - 総務省総合通信基盤局電気通信事業部事業政策課長[4]
- 2015年（平成27年）7月 - 総務省大臣官房参事官[11]
- 2016年（平成28年）6月 - 総務省情報通信国際戦略局参事官（国際競争力強化戦略担当）[12][13]
- 2017年（平成29年）7月 - 経済産業省大臣官房審議官（IT戦略担当）[14][15]
- 2019年（令和元年）7月 - 総務省大臣官房審議官（情報流通行政局担当）[16][17]
- 2020年（令和2年）
  - 7月 - 総務省大臣官房総括審議官（広報、政策企画（主）担当）[8][10]
  - 7月 - 電気通信紛争処理委員会事務局長[8][10]
- 2021年（令和3年）2月 - 総務省情報流通行政局長[7]
- 2022年（令和4年）6月 - 総務審議官（国際担当）[2][5]
- 2024年（令和6年）7月 - 辞職[6]